# 格利澤877
格利澤877(GJ 877 / HIP 113229 / LHS 531) 是一顆位於南極座附近的紅矮星。
格利澤877的熱光度僅為太陽的 2.3%。它的視星等為+10.22，因此肉眼無法看到。然而，它比其他紅矮星要亮得多，例如距離太陽系最近的紅矮星比鄰星；特別是，它的亮度幾乎是比鄰星的14倍。屬於光譜類型M3V，它的有效溫度為 3390 K。它似乎不是變星。
距離地球約28光年。已知的離它較近的恆星有蛇尾一和鳥喙六，分別距離4.5光年和6.2光年。